# Colúns (Mazaricos)
Colúns (llamada oficialmente San Salvador de Colúns) es una parroquia del municipio de Mazaricos, en la provincia de La Coruña, Galicia, España.

## Entidades de población
Entidades de población que forman parte de la parroquia:
- Campelo
- Castrelo
- Choupana (A Choupana)
- Cives de Abajo (Cives de Abaixo)
- Cives de Arriba (Cives de Arriba)
- Colúns
- Monteagudo
- Mundín
- Pontenova (A Pontenova)
- Sande
- Vilar (Vilar de Colúns)
- Vilarcobo (Vilarcovo)
- Vista Alegre

## Demografía
| Gráfica de evolución demográfica de Colúns entre 2000 y 2018 |
|                                                              |
| Población de derecho según el padrón municipal del INE       |